# Montonico
Il Montònico è un vitigno italiano a bacca bianca, originario dell'Abruzzo (comune di Bisenti e località Poggio delle Rose del comune di Cermignano, in provincia di Teramo) e coltivato in molte altre regioni dell'Italia centrale.
Tuttavia le sue origini sono tuttora sconosciute e non si può parlare di una varietà realmente autoctona. Viene coltivato in diverse regioni dell'Italia centro-meridionale come: Lazio, Abruzzo, Campania, Calabria, Marche, Puglia e Umbria.